# Ma Dong
Ma Dong (ur. 1996 r. w Shaanxi) – chiński aerobik, trzykrotny mistrz świata, złoty i srebrny medalista World Games.
Podczas swojego debiutu na mistrzostwach świata w 2014 roku w Cancún zdobył tytuł mistrza świata w krokach. Między innymi dzięki niemu drużyna Chin zajęła także trzecie miejsce w klasyfikacji drużynowej. Dwa lata później w Inczon ponownie okazał się najlepszy, tym razem w rywalizacji grupowej. Na następnych mistrzostwach w 2018 roku w Guimarães obronił tytuł wywalczony przed dwoma laty. Brązowy medal zdobył w zawodach trójek.
Na rozegranym we Wrocławiu World Games 2017 zdobył złoty i srebrny medal, odpowiednio w grupie i trójkach.